# 施瓦尔姆塔尔
施瓦尔姆塔尔（德語：Schwalmtal）是德国北莱茵-威斯特法伦州的一个市镇。总面积48.11平方公里，总人口18858人，其中男性9198人，女性9660人（2011年12月31日），人口密度392人/平方公里。

## 友好城市
- 法國 冈日